# Inejirō Asanuma
Inejirō Asanuma (jap. 浅沼稲次郎 Asanuma Inejirō; ur. 27 grudnia 1898, zm. 12 października 1960) - japoński polityk, członek parlamentu, współzałożyciel Japońskiej Partii Robotniczo-Chłopskiej (Nihon Rōnōtō, w 1926 r.), sekretarz i przewodniczący Socjalistycznej Partii Japonii.
Zasłynął publicznymi przemówieniami na temat socjalizmu oraz jego aspektów ekonomicznych i kulturalnych. Wrogów wśród konserwatystów przysporzyła mu także krytyka Stanów Zjednoczonych.
W dniu 12 października 1960, podczas odbywającej się w tokijskiej Hibiya Hall i transmitowanej przez telewizję debaty poprzedzającej wybory parlamentarne, został zamordowany mieczem wakizashi przez 17-letniego zamachowca Otoyę Yamaguchiego.